# God Help the Girl (film)
Pour l’article homonyme, voir God Help the Girl.
Pour plus de détails, voir Fiche technique et Distribution.
God Help the Girl est un film dramatique et musical britannique écrit et réalisé en 2014 par Stuart Murdoch, fondateur du groupe écossais Belle and Sebastian. Il s'agit du dérivé d'un projet éponyme du réalisateur afin de pouvoir faire chanter des compositions qu'il jugeait mal appropriés au style de son groupe. 

## Synopsis
Jeune Australienne vivant en Écosse, Eve écrit des chansons en rêvant de les entendre un jour à la radio. En attendant, elle réside en hôpital psychiatrique pour soigner son anorexie mentale. À l'issue d'un concert, elle rencontre James, musicien timide et romantique qui donne des cours de guitare à Cassie, une fille des quartiers chics fraîchement débarquée d'Angleterre. Dans un Glasgow pop et étudiant, ils entreprennent bientôt de monter leur propre groupe.

## Fiche technique
- Titre : God Help the Girl
- Réalisation : Stuart Murdoch
- Scénario : Stuart Murdoch
- Direction artistique : Caroline Grebbell
- Décors : Mark Leese
- Costumes : Denise Coombes
- Photographie : Giles Nuttgens (en)
- Montage : David Artur
- Musique : Stuart Murdoch
- Production : Barry Mendel et Carole Sheridan
- Société(s) de production : HanWay Films (en) et Zephyr Films
- Société(s) de distribution : MK2 Diffusion
- Pays d’origine :  Royaume-Uni
- Langue : Anglais
- Genre : Drame et musical
- Durée : 112 minutes
- Dates de sortie :
- Royaume-Uni : 22 août 2014
- France : 3 décembre 2014

## Distribution
- Emily Browning : Eve
- Olly Alexander : James
- Hannah Murray : Cassie
- Pierre Boulanger : Anton

## Production

### Développement
God Help the Girl est le titre de la première chanson écrite par Stuart Murdoch. Ce dernier déclare dans une interview à Paris Match qu'il a souffert du syndrome de fatigue chronique lorsqu'il était étudiant et que la musique l'a aidé dans sa guérison. Il en est de même pour Eve, le personnage principal du film.

## Accueil

### Accueil critique
Le film reçoit des critiques mitigées, obtenant un score de 58 sur Metacritic, basé sur 25 critiques.
Hélène Villovitch du magazine Elle affirme qu'il s'agit d'un « hommage réussi » à la musique de Belle and Sebastian.
Mathieu Macheret du Monde déclare que l'« on peut éviter » de visionner le film. Sandra Benedetti de L'Express trouve que malgré des « acteurs délicieux », les personnages ne sont pas assez poussés et il manque un scénario. Elle le compare à « un album en images qui bougent ».
God Help the Girl gagne le prix spécial du jury pour un film étranger au festival du film de Sundance.

## Distinctions

### Récompenses
- Festival du film de Sundance 2014 : World Cinema Dramatic Special Jury Award

### Nominations
- Festival du film de Sundance 2014 : World Cinema Grand Jury Prize: Dramatic
- Berlinale 2014 : Ours de Cristal